# Antonin Besson
Antonin Besson, né le 22 juin 1895 à Billy (Allier), commune où il est mort le 31 janvier 1985, est un magistrat français,.

## Biographie
Il est avocat à Moulins en 1922, docteur ès sciences politiques et économiques à Dijon en 1924. Il commence une carrière dans la magistrature comme substitut à Montluçon en 1927. Antonin Besson est nommé procureur de la République à Cusset en 1930.
Dans l'affaire Glozel il conclut, dans ses réquisitions, au non-fondé de l'accusation d'escroquerie portée par Félix Regnault président de la Société préhistorique française contre le musée créé par Émile Fradin, ce qui mènera à la prononciation d'un non-lieu en 1931.
Antonin Besson est nommé à Tulle en 1933, au tribunal de la Seine en 1934, avocat général à Lyon en 1940, avocat général à la cour d'appel de Paris en 1945, directeur des affaires criminelles et des grâces en 1946, conseiller à la Cour de cassation en 1948, procureur général de la Cour d'appel de Paris en 1949, procureur général près la Cour de cassation en 1951. 
En 1949, il lance une nouvelle instruction dans l'affaire de l'assassinat de Robert Denoël. Celle-ci conclut qu'il est plus vraisemblable que l'éditeur soit mort non pas dans un guet-apens, mais dans un règlement de comptes à l'issue d'une discussion sur les lieux du drame où il se serait rendu à un rendez-vous qui aurait mal tourné pour lui.  
En 1958, il contribue à la réforme judiciaire et à l'élaboration du nouveau code de procédure pénale. 
Il est procureur général prés le Haut Tribunal militaire au moment du procès des généraux putschistes Maurice Challe et André Zeller.
Il est nommé conseiller du gouvernement pour les affaires judiciaires en août 1962, perdant son titre de procureur près la Cour de cassation. Le 1er septembre 1962, est publiée, sans consultation d'Antonin Besson, une ordonnance aggravant fortement les dispositions d'une ordonnance du 3 juin 1960 que celui-ci avait alors critiquée. Antonin Besson décide de partir prématurément.
Il est maire de Billy dans l'Allier entre 1956 et 1983.
En 1973, il publie chez Plon Le Mythe de la Justice.

## Publications
- Le Destin d'une châtellenie Billy-en-Bourbonnais,  Édition des Cahiers bourbonnais, 1968
- Le Mythe de la Justice, Plon, 1973